# Anna May Wong
Wong Liu-tsong (chinois : 黃柳霜 ; pinyin : Huáng Liǔshuāng), dite Anna May Wong, est une actrice américaine d'origine chinoise, née le 3 janvier 1905 à Los Angeles et morte le 2 février 1961 à Santa Monica (Californie).

## Biographie
Née dans une famille d'immigrants chinois de seconde génération, Anna May Wong commença sa carrière cinématographique en tant que figurante en 1918 sur le film La Lanterne rouge d'Albert Capellani, grâce à James Wang, un ami de son père qui avait travaillé sur de nombreux films. Elle commence véritablement sa carrière d'actrice en 1922 avec le film Fleur de Lotus (1922), suivi de Le Voleur de Bagdad en 1924 avec Douglas Fairbanks.
Frustrée par les rôles stéréotypés qu'on lui offrait à Hollywood, elle prit le chemin de l'Europe à la fin des années 1920, où elle joua dans plusieurs productions notables et imposa une image d'icône internationale de la mode. Elle revint périodiquement en Amérique au début des années 1930 pour divers films comme Daughter of the Dragon (1931) ou Shanghaï Express de Josef von Sternberg (1932) avec Marlene Dietrich et, plus tard, La Fille de Shanghai (Daughter of Shanghai) (1937).
En 1935, Wong connut la plus grande déception de sa carrière, quand la Metro-Goldwyn-Mayer rejeta sa candidature pour le rôle principal de Visages d'Orient, adaptation du livre éponyme de Pearl Buck, en raison du code de l'industrie cinématographique interdisant les gestes intimes entre les diverses ethnies. L'acteur principal, masculin, Paul Muni, étant Blanc, les producteurs considéraient impossible de lui donner une partenaire d'origine asiatique et choisirent plutôt l'actrice Luise Rainer que l'on maquilla pour lui donner une apparence orientale. Désabusée, Wong tenta sa chance en Chine où elle fit une tournée d'un an, visitant le village ancestral de sa famille. Mais elle fut victime de la propagande du gouvernement nationaliste de Tchang Kaï-chek qui considérait que ses rôles cinématographiques donnaient une mauvaise image du peuple chinois.
De retour en Amérique à la fin des années 1930, elle tourna dans plusieurs films de série B pour Paramount Pictures, comme le film de guerre Lady from Chungking où elle interprète un rôle donnant une image positive des Sino-Américains et des Chinois, en lutte contre l'envahisseur japonais. Durant toute la guerre sino-japonaise (1937-1945) elle consacra une bonne part de son temps et de son argent à lutter pour la cause de la Chine. Wong revint à l'écran dans les années 1950 dans plusieurs séries télévisées ainsi que dans sa propre série en 1951, The Gallery of Madame Liu-Tsong, la première série mettant en vedette une Sino-Américaine diffusée aux États-Unis. Elle comptait revenir au cinéma dans le film musical Au rythme des tambours fleuris quand elle mourut d'une crise cardiaque en 1961, à 56 ans.

## Filmographie

### Cinéma

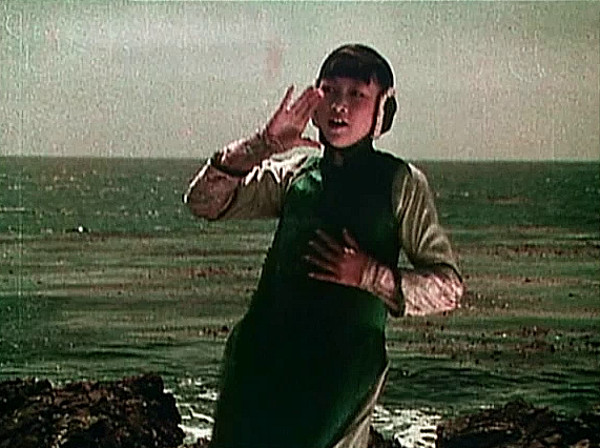
Dans le rôle de Fleur-de-Lotus pour The Toll of the Sea (1922).

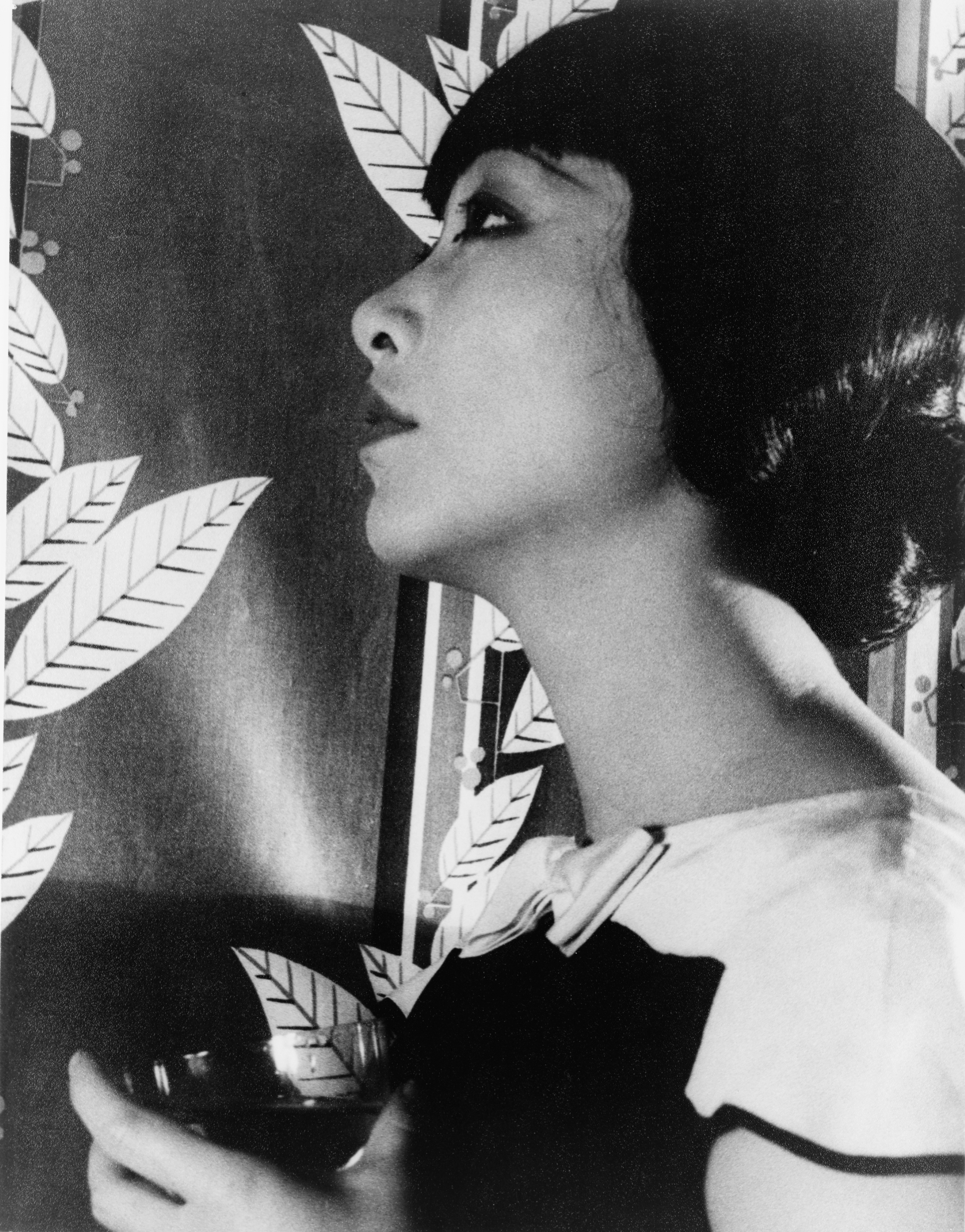
Portait d'Anna May Wong en 1932 par Carl Van Vechten.

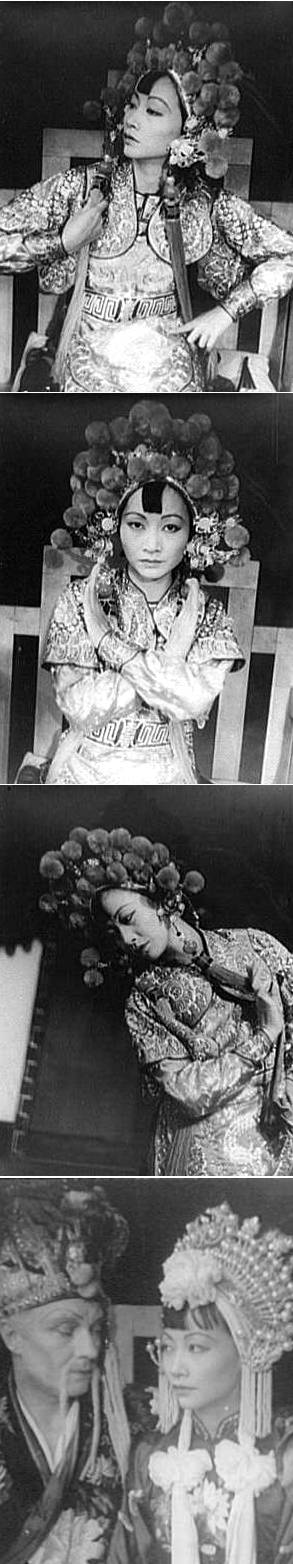
En 1937 dans le rôle de Turandot.

- 1919 : La Lanterne rouge (The Red Lantern) d'Albert Capellani
- 1920 : Dinty de John McDermott et Marshall Neilan
- 1920 : Les Révoltés (Outside the Law) de Tod Browning : Une chinoise
- 1921 : The First Born de Colin Campbell
- 1921 : La Tare (Shame) de Emmett J. Flynn : Fleur-de-Lotus
- 1921 : Bits of Life de James Flood, Marshall Neilan et William J. Scully : Toy Sing
- 1922 : Fleur de Lotus (The Toll of the Sea) de Chester M. Franklin : Fleur-de-Lotus
- 1923 : La Marchande de rêves (Drifting) de Tod Browning : Rose Li
- 1923 : Le Raz-de-marée (Thundering Dawn) de Harry Garson : Honky-Tonk Girl
- 1924 : Lilies of the Field de John Francis Dillon
- 1924 : Le Voleur de Bagdad (The Thief of Bagdad) de Raoul Walsh : l'esclave mongole
- 1924 : The Fortieth Door de George B. Seitz : Zira
- 1924 : Le Vainqueur (The Alaskan) de Herbert Brenon : Keok
- 1924 : Peter Pan de Herbert Brenon : Tiger Lily
- 1925 : Forty Winks de Paul Iribe et Frank Urson : Annabelle Wu
- 1925 : His Supreme Moment de George Fitzmaurice : une fille du harem
- 1926 : Robes et manteaux (Fifth Avenue) de Robert G. Vignola : Nan Lo
- 1926 : A Trip to Chinatown de Robert P. Kerr : Ohati
- 1926 : Fifth Avenue de Robert G. Vignola
- 1926 : The Silk Bouquet de Harry Revier : Dragon Horse
- 1926 : The Desert's Toll de Clifford Smith : Oneta
- 1927 : Driven from Home de James Young
- 1927 : Monsieur Wu (Mr. Wu) de William Nigh : Loo Song
- 1927 : The Honorable Mr. Buggs de Fred Jackman : labaronne Stoloff
- 1927 : Old San Francisco d'Alan Crosland : Fleur d'Orient
- 1927 : Il était un petit navire (Why Girls Love Sailors) de Fred Guiol (scènes coupées au montage) : Delamar
- 1927 : Le Perroquet chinois (The Chinese Parrot) de Paul Leni : danseuse de nautch (en)
- 1927 : The Devil Dancer de Fred Niblo : Sada
- 1927 : Streets of Shanghai de Louis Gasnier : Su Quan
- 1928 : The Crimson City d'Archie Mayo : Su
- 1928 : Un soir à Singapour (Across to Singapore) de William Nigh : une singapourienne
- 1928 : Chinatown Charlie de Charles Hines : la fiancée du Mandarin
- 1928 : Schmutziges Geld de Richard Eichberg : Song
- 1929 : Großstadtschmetterling de Richard Eichberg : Hai Tang
- 1929 : Piccadilly de Ewald André Dupont : Shosho
- 1930 : Der Weg zur Schande de Richard Eichberg : Hai Tang
- 1930 : The Flame of Love de Richard Eichberger et Walter Summers : Hai Tang
- 1930 : Hai-Tang de Richard Eichberg et Jean Kemm : Hai tang
- 1931 : Daughter of the Dragon de Lloyd Corrigan : Ling Moy
- 1932 : Shanghaï Express de Josef von Sternberg : Hui Fei
- 1933 : A Study in Scarlet d'Edwin L. Marin : Mrs. Pyke
- 1934 : Chu Chin Chow de Walter Forde : Zahrat
- 1934 : Java Head de J. Walter Ruben : la princesse Taou Yuen
- 1934 : Tiger Bay de James Elder Wills : Lui Chang
- 1934 : Mystères de Londres (Limehouse Blues) d'Alexander Hall : Tu Tuan
- 1937 : La Fille de Shanghai (Daughter of Shanghai) de Robert Florey : Lan-ying Lin
- 1938 : Dangerous to Know de Robert Florey : Lan-ying
- 1938 : When Were You Born de William C. McGann : Mei-lei Ming
- 1939 : Le Roi de Chinatown (King of Chinatown) de Nick Grinde : Dr. Mary Ling
- 1939 : Island of Lost Men de Kurt Neumann : Kim Ling
- 1941 : Ellery Queen's Penthouse Mystery de James P. Hogan : Lois Ling
- 1942 : Lady from Chungking de William Nigh : Kwan Mei
- 1943 : Bombs Over Burma de Joseph H. Lewis : Lin Ying
- 1949 : Impact d'Arthur Lubin : Su Lin
- 1960 : Meurtre sans faire-part (Portrait in Black) de Michael Gordon : Tawny

### Télévision
- 1951 : The Gallery of Madame Liu-Tsong : Mme Liu-Tsong
- 1956 : Producers' Showcase, épisode The Letter : une Chinoise
- 1956 : Climax!, épisode The Chinese Game : Clerk
- 1958 : Mike Hammer, épisode That's Who It Was : Madame Chu
- 1958 : Climax!, épisode The Deadly Tattoo : Mayli
- 1959 : Adventures in Paradise, épisode The Lady from South Chicago
- 1959 : Adventures in Paradise, épisode Mission to Manila : Lu Yang
- 1960 : The Life and Legend of Wyatt Earp, épisode China Mary : China Mary
- 1961 : The Barbara Stanwyck Show (en), épisode Dragon by the Trail : A-hsing

## Postérité
En 2020, l'actrice sino-américaine Michelle Krusiec interprète une version fictionnelle d'Anna May Wong dans la mini-série Hollywood, diffusée sur la plateforme Netflix.
Li Jun Li incarne le personnage Lady Fay Zhu, inspirée d'elle, dans Babylon, film de Damien Chazelle sorti en 2022.
En 2022, une pièce de monnaie de 25 cents à son effigie est frappée et éditée aux États Unis.